# 조아인
조아인(2010년 8월 30일 ~ )은 대한민국의 배우이다.

## 출연작

### 영화
- 2017년 《남한산성》 ... 나루 역
- 2019년 《로망》 ... 조진숙 역
- 2020년 《소리꾼》 ...  원씨딸 역
- 2020년 《작은별》 ...  은별 역

### 드라마
- 2016년 SBS 특별기획 《미세스 캅 2》 ... 차은지 역
- 2016년 KBS2 월화드라마 《뷰티풀 마인드》 ... 지안 역
- 2016년 MBC 일일연속극 《행복을 주는 사람》 ... 어린 임은아 역
- 2017년 KBS2 월화드라마 《란제리 소녀시대》 ... 주앵초 역
- 2017년 tvN 수목드라마 《부암동 복수자들》 ... 세나 역
- 2017년 KBS2 TV소설 《꽃 피어라 달순아!》... 어린 서현정 역
- 2018년 SBS 월화드라마 《키스 먼저 할까요》 ... 은경수와 백지민의 딸 은지수 역
- 2019년 JTBC 금토드라마 《리갈 하이》 ... 임유라 역
- 2019년 SBS 금토드라마 《열혈사제》 ...김은지 역
- 2019년 Netflix 《킹덤》 ...덕이 역
- 2021년 Netflix 《오징어게임》 ...성가영 역
- 2021년 tvN 월화드라마 《어사와 조이》 ...
- 2023년 tvN 월화드라마 《청춘월담》 ... 어린 민재이 역
- 2024년 KBS2 월화드라마 《환상연가》 ... 느루 역